# Никифор Диоген
Никифор Диоген (греч. Νικηφόρος Διογένης; 1070, Константинополь — около 1094) — сын и соправитель византийского императора Романа IV Диогена. Был военачальником во время правления Алексея I Комнина, участвовал в военных походах против норманнов и печенегов. Правитель острова Крит.

## Биография
Отец Никифора, Роман IV Диоген, умер, когда он был ещё ребёнком. Хотя он был коронован соимператором при рождении, после свержения Романа его вместе с матерью поместили в монастырь. Алексей I Комнин усыновил Никифора и его брата Льва и хорошо к ним относился.
В июне 1094 года Никифор замыслил убить императора и узурпировать трон. Во время одного из военных походов он поставил свою палатку близко к императорской, а ночью вошёл туда с мечом, намереваясь его убить. В палатке находилась служанка, которая отгоняла от спящего императора комаров. Увидев её, Никифор запаниковал и вернулся в свою палатку. Позже он снова попробовал совершить задуманное, но на этот раз был пойман при попытке войти в баню со своим мечом.
После ареста он сообщил, что императрица Мария Аланская знала о заговоре, но настаивала, чтобы Алексея не убили, а просто свергли. Также выяснилось, что у Диогена было много сподвижников. Убить или ослепить их всех было бы слишком опасно для Алексея, который боялся недовольства военных. Вместо этого он распространил слух, что Диоген был ослеплён, чтобы вселить страх в поддерживающих его заговорщиков. План сработал, но слух укрепился настолько, что люди Алексея и впрямь были убеждены, что им приказали ослепить Никифора Диогена. Поэтому без разрешения императора, который любил его как сына, Никифор Диоген был ослеплён.
Никифор Диоген прожил остаток жизни под защитой императора, изучал историю и другие науки, заставляя своих слуг читать ему вслух.